# Gönczer Faß
Das Gönczer Faß war ein Flüssigkeitsmaß in Ungarn. Es war die  sogenannte Originalkufe.  Das als Weinkufe bezeichnete Maß wurde in 160 Halbe geteilt und entsprach 133,3719 Liter. 1 Halbe war gleich  0,8335746 Liter. Das Maß „Halbe“ wurde vom Pressburger Eimer abgeleitet.
Im ungarischen Komitat Zemplén hatte ein Günczer Faß 133,3363 Liter.
Neben dem Gönczer Faß gab es noch das Erlauer Faß mit 96 Halben und 80,0261616 Liter
und das große Faß, das Antalaka, mit 1,5 Antalak = 3 Antal (kleines Faß)
- 1 Antal = 73,3546 Liter

## Weblink
- Eintrag bei zeno.org

## Einzelnachweis
1. ↑  Karl Rumler: Übersicht der Maße, Gewichte und Währungen der vorzüglichsten Staaten und Handelsplätze von Europa, Asien, Afrika und Amerika, mit besonderer Berücksichtigung Österreichs und Russlands. Verlag Jasper, Hügel und Manz, Wien 1849, S. 53.